# Орано, Алессио
Алессио Орано (итал. Alessio Orano; род. 2 августа 1945 года в Вероне, Италия) — итальянский актёр.

## Биография
Родился в 1945 году, дебютировал в 1970 в фильме «Самая красивая жена» режиссёра Дамиано Дамиани в роли мафиозо Вито Ювары. На съемках познакомился со своей будущей женой, актрисой Орнеллой Мути. Брак длился семь лет, с 1975 по 1981 год. Для телевидения сыграл роль Гаспара Кадрусса в телевизионной экранизации романа «Граф Монте-Кристо», снятой в 1975 году Дэвидом Грином.